# 讲师

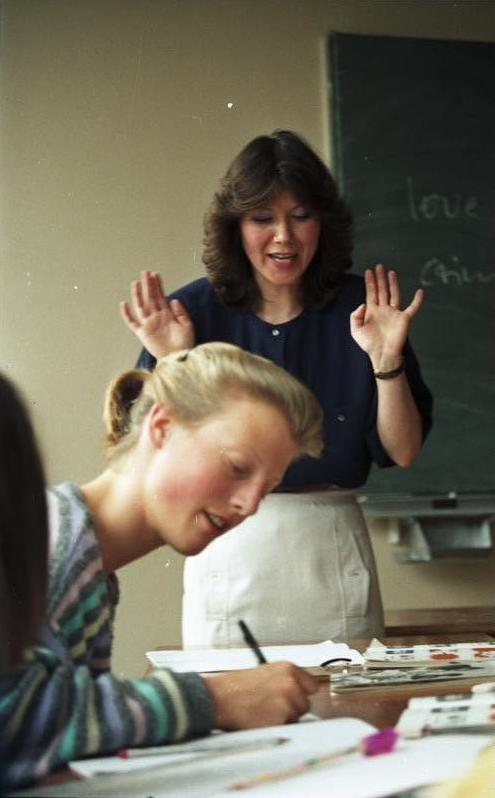

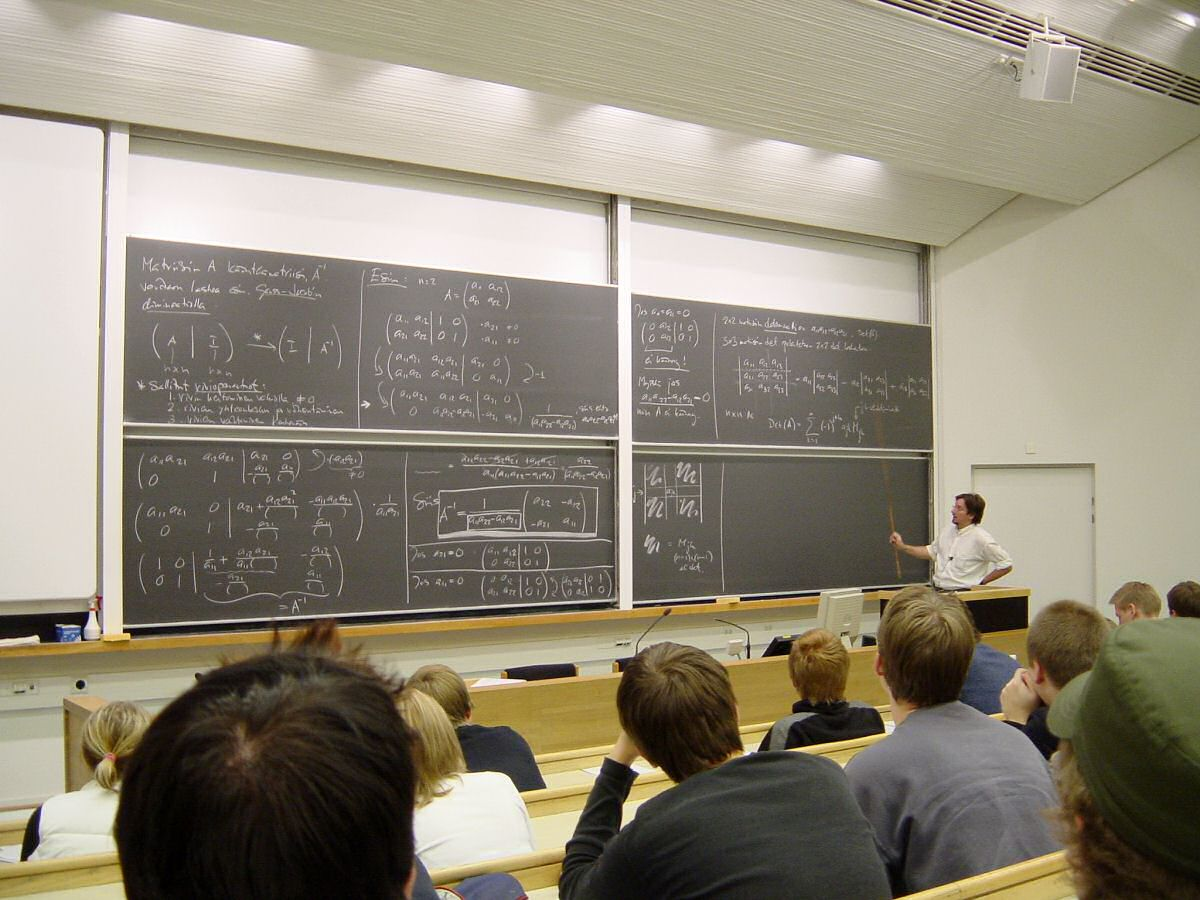

讲师在许多大学是一个学术等级，但其含义在各个国家有所不同。一般来说，指的是一名全职或兼职的学术专家，通常也可能进行研究。

## 外部連結
- 维基共享资源上的相關多媒體資源：讲师